# Wrights glidflygplan
Wrights glidflygplan var de luftfarkoster som ledde fram till bröderna Wrights lyckade motorflygning vid Kitty Hawk 1903. 
Bröderna Wilbur och Orvilles lyckade flygning med motorflygplanet Wright Flyer 1903 föregicks av flera års experiment med drakar och glidflygplan. Efter att man lämnat drakflygningen 1899 tillverkade man under tre år tre olika glidflygplan. Efter den första motorflygningen blev det ett uppehåll fram till 1911 då man åter flygtestade några av sina senaste modeller utan motor.

## 1899 Drake
Draken som konstruerades 1899 hade en spännvidd på 1,5 meter. Den användes för att kontrollera teorierna kring möjligheten att styra farkosten genom att ändra vingens form och vinkel mot luftströmmen. Eftersom draken var för liten för att kunna bära en person ombord styrdes den från marken med hjälp av linor. 

## 1900 Wright Glider
5 oktober 1900 åker bröderna Wright till Kitty Hawk North Carolina för första gången, med sig har man glidflygplanet (1900) som färdigställts under året i Dayton Ohio. Flygplanets vingform är baserad på Otto Lilienthal framräknade och utprovade flygförsök i slutet på 1800-talet. De första försöken med flygplanet sker utan pilot då man från marken manövrerar flygplanets vridning av vingen med hjälp av linor. Försöken visade att vridningen av vingen fungerade men att vingutformningen gav mindre lyftkraft än beräknat. Innan man lämnade Kitty Hawk 18 oktober genomfördes även några glidflygningar med bröderna ombord. Flygplanet lämnades kvar på platsen för sista landningen, och försvann spårlöst någon gång i juli 1901.

## 1901 Wright Glider
När man återvände till Kitty Hawk 1901 medförde man en förbättrad variant av glidflygplanet från 1901. För att öka lyftkraften var vingarna större. Man flög med flygplanet från 27 juli 1901 till 17 augusti 1901, under den tiden genomfördes knappt etthundra flygningar med pilot. Dessutom flög man det i experimentsyfte som en linstyrd drake. Det visade sig att den nya vingen inte var helt lyckad, när flygplanet belastades med en pilot ökade vikten så pass mycket att spryglarna som bar upp vingbeklädnaden ändrade form. När vingprofilen ändrades förstördes vingens aerodynamiska form och lyftkraften minskades. Trots att man förstärkte spryglarna kunde man inte nå upp till den beräknade lyftkraften. Dessutom fungerade inte vridning av vingen som tänkt, ibland svängde flygplanet i motsatt riktning mot den ansatta vridningen. Efter att provflygningarna upphört ställdes flygplanet in i ett litet skjul, men under höststormarna rasade skjulet och flygplanet förstördes. När man återkom 1902 var vingarna det enda man tog tillvara, resten av flygplanet övergavs.

## 1902 Wright Glider
Under vintern 1901-1902 konstruerade bröderna glidflygplanet (1902). Till sin hjälp hade man använt en egenkonstruerad vindtunnel där vingens utformning provats. Flygplanet tillverkades som en byggsats i Dayton, för att slutmonteras i Kitty Hawk. Förutom den nya vingkonstruktionen, var flygplanet nu försett med spakar för att kontrollera vingens vridning. Flygplanet var först försett med ett enkelt sidroder, men för att öka flygplanets svänghastighet monterades ytterligare ett sidroder i tandem. Vid flygningen låg piloten på den nedre vingen. 19 september 1902 inledde man flygutprovningen vid Kitty Hawk. På de veckor de flög genomfördes mellan 700 och 1 000 flygningar. Det exakta antalet är okänt eftersom bröderna inte bokförde alla flygningar. Men den längsta bokförda flygningen varade i 26 sekunder med en flygsträcka på 189,7 m. Glidflygplanet från 1902 var en direkt föregångare till motorflygplanet Wright Flyer I 1903. Innan man återvände till Dayton placerades glidflygplanet i en lada för förvaring.
Innan man inledde försök med motorflygplanet Wright Flyer 1903 plockade man fram glidflygplanet (1902) för att träna upp sin flygskicklighet. Under en flygning lyckades man segelflyga i 1 minut och 12 sekunder. Båda bröderna genomförde ett antal flygningar innan man övergick till årets utmaning att flyga med en motor som kraftkälla. Innan bröderna lämnade Kitty Hawk för julfirande i Dayton ställdes det åter in i ladan. När man återkom till Kitty Hawk efter flera års uppehåll 1908 för att provflyga Flyer III visade det sig att ladan rasat och att glidflygplanet var skadat. En replika av flygplanet finns i dag utställd på Smithsonian National Air and Space Museum.

## 1911 Wright Glider
Orville Wright återvände 1911 tillsammans med Alec Ogilvie till Kitty Hawk för att provflyga ett av sina motorflygplansmodeller utan motor. I kraftig motvind lyckades han starta från marken 24 oktober 1911 och segelflyga i 9 minuter och 45 sekunder ovanför Kill Devil Hill. Han slog därmed brödernas eget rekord från 1903. Till skillnad från 1902 års glidflygplan satt man upp när man flög och flygplanet påminde mer om de som tillverkades på 1910-talet, med lång utdragen stjärt med höjdroder.

## Kopior av Wrights glidflygplan
Flera personer och organisationer har färdigställt ett antal replikat av 1902 års glidflygplan. US Army Air Corps tillverkade 1934 under ledning av Orville Wright två flygplan, det ena finns utställt vid besökscentret i Kitty Hawk medan det andra förstördes i en olyckshändelse. 
Rick Young från Richmond i Virginia, som har forskat i brödernas historia, har låtit tillverka fungerande kopior av alla Wrights glidflygplan samt motorflygplanet Wright Flyer I från 1903. Kopian av 1902 års glidflygplan har medverkat i ett antal filmer och dokumentärer om bröderna Wright. Hans olika kopior finns i dag utställda på Smithsonian National Air and Space Museum och Virginia Aviation Museum vid Richmond International Airport. 
Ytterligare en kopia av 1902 års glidflygplan finns utställd vid National Soaring Museum i Elmira i New York.